# Хомутов
Хо́мутов (чеськ. Chomutov, нім. Komotau) — місто у Чехії, в Устецькому краї, адміністративний центр району Хомутов. Розташоване за 49 км на південний захід від міста Усті-над-Лабем. Від 1 липня 2006 року є статутним містом. Це двадцять друге за величиною місто Чехії, п'яте в Устецькому краї і найбільше у районі Хомутов.

## Історія

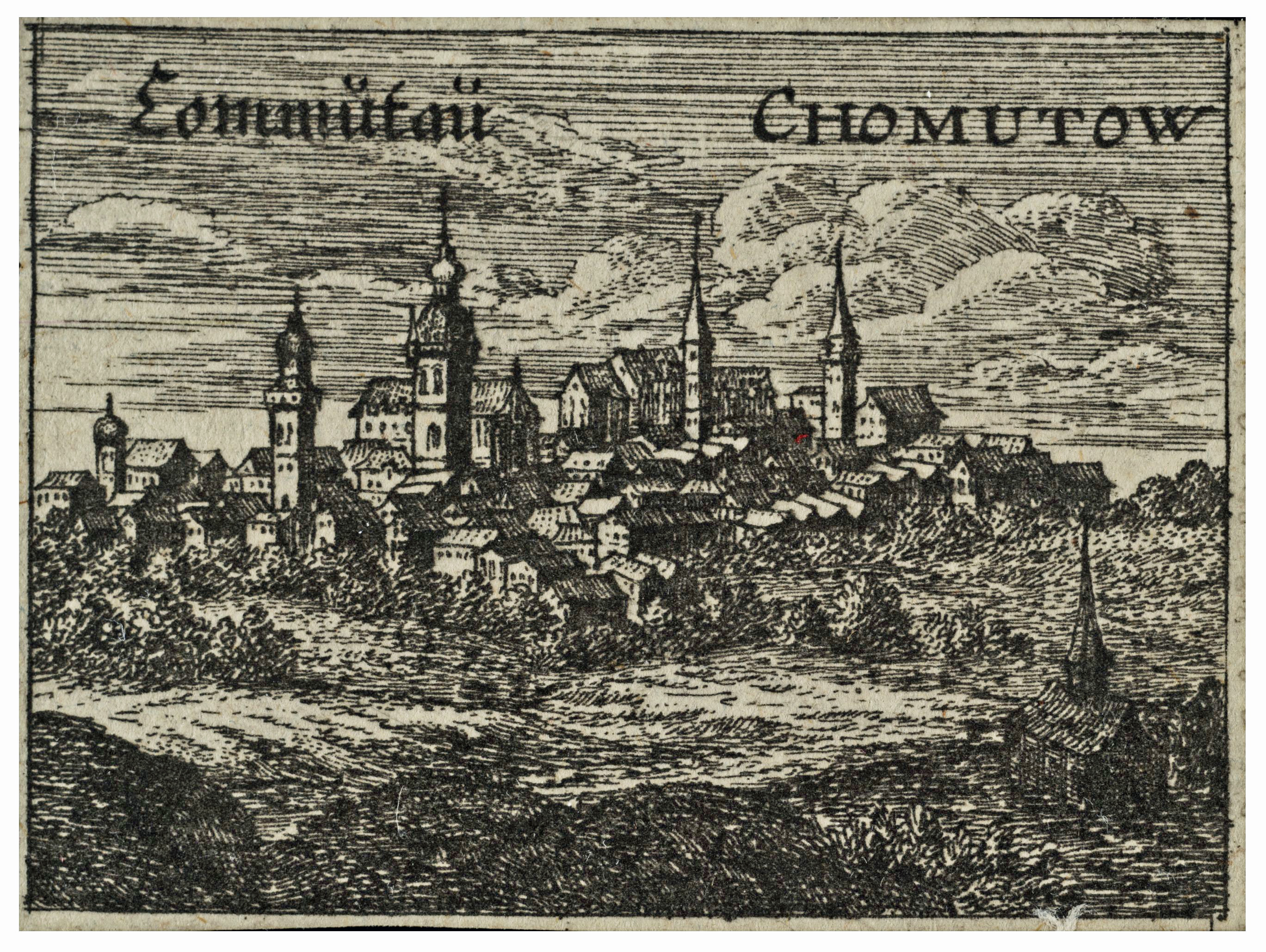
Вид на Хомутов у XVII-му ст. (Вацлав Голлар)

Перша згадка про Хомутов — 29 березня 1252 року, коли Бедрих Начерадув із Хомутова пожертвував містечко Тевтонському ордену, який 1254 року встановив тут свій комтур. У 2-й половині XIV століття дерев'яні стіни було замінено кам'яними мурами. 1396 року командир (комтур) Альбрехт з Дубе надав місту печатку з гербом. Тевтонський орден займав Хомутов до 1411 року, коли після Грюнвальдської битви місто (за винятком патронату над церквою) забрав король Вацлав IV. 16 березня 1421 року Хомутов був завойований і розграбований гуситами. Потім у місті чергувалися власники; останніми з них були Гасиштейншти з Лобковиц, які в Хомутові, як одному з перших міст у Чехії, проводили жорстку рекатолизацію (1589 року тут був заснований Хомутовський єзуїтський колегіум).
1591 року городяни повстали проти єзуїтів і пограбували їх резиденцію, за що двоє з керівників повстання були страчені. Після засудження Їржі Попела (старшого) з Лобковиц 1594 року Хомутов був конфіскований Рудольфом II. 1605 року хомутовці відкупились від кріпосної залежності і з того часу Хомутов став королівським містом. Під час Тридцятилітньої війни місто двічі було захоплене шведами — в 1645 і в 1647.

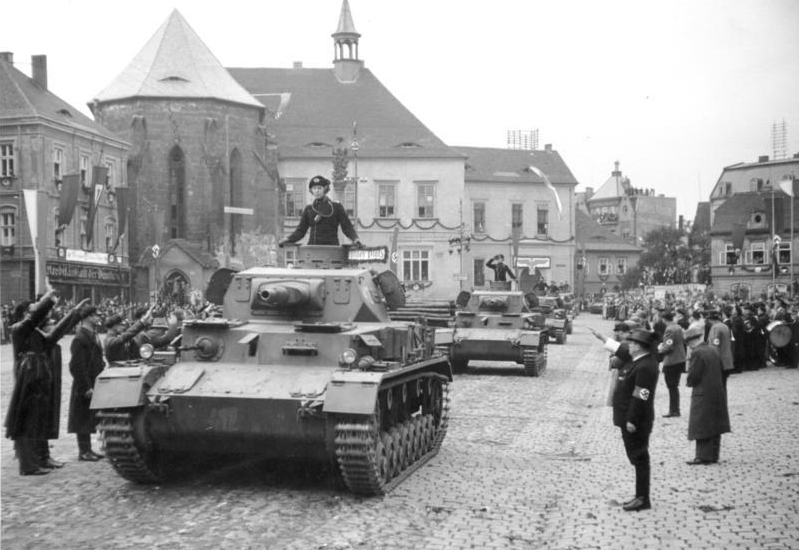
Центр Хомутова, парад нацистських бронетанкових підрозділів після захоплення Судетської області

З 16 до 18 століття поблизу Хомутова добували галуни, сьогодні залишком того видобутку є озеро Каменцове на східній околиці міста. На рубежі 50-х — 60-х років XVIII століття було побудовано цісарську дорогу, що з'єднала Хомутов з Прагою, уздовж неї розвинулась забудова і на правому березі річки Хомутовки. Хоча Хомутов і лежав на цьому важливому напрямку до Саксонії, ріс аж до середини XIX століття він повільно. Переломна мить настала у 70-х роках 19 століття, що пов'язано зі з'єднанням із залізничними шляхами, які ведуть вздовж Рудних гір до Праги. У той час поблизу Хомутова були відкриті вугільні копальні і 1870 року був заснований металургійний завод; який після 1887 року відомий як Mannesmannovy válcovny trub; 1890 року тут вперше у світі почали виробляти безшовні сталеві труби.
1917 року на південь від Хомутова запрацювала філія кладненського підприємства з виробництва зброї Полді (Poldi), яка після війни була переорієнтована на металургійне виробництво. 1928 року до Хомутова було приєднано Horní Ves (Верхнє село) — сьогодні це частина міста. Після 1945 року проведено відселення великої частини німців, які до того часу становили більшість населення міста. З 60-х до 80-х років 20 століття відбувалася обширна реконструкція міста, яка, на щастя, суттєво не торкнулася історичного центру, який від 1992 року є міською заповідною зоною.

## Географія
Історичний центр міста розташований на лівому березі річки Хомутовки, на висоті 340 метрів на Хомутовсько-Теплицькому басейні, біля підніжжя Рудних гір. Поверхня в основному рівнинна, тільки північні і північно-східні околиці міста підходять до схилів заввишки кілька десятків метрів. На північному сході забудова Хомутова зливається з містом Їрков.

## Визначні пам'ятки
- Колона святої Трійці (1697), оточена сімома статуями святих (1725–1732).
- Будівля чернечої коменди (пізніше замок), яка з 1607 року стала міською ратушею. До ратуші примикає найцінніша будівля в місті — церква св. Катерини. Вона побудована у стилі ранньої готики, завершена в 1281 році.
- Церква Успіння (пізня готика, 1518-1542). Поблизу неї знаходиться Міська вежа висотою 53 метри, побудована після великої пожежі в 1525 році, влітку використовувалась як оглядова вежа.
- Церква св. Ігнатія (1663—1671) з двома вежами на північному фасаді, побудована Карлом Лураґо в стилі раннього бароко для єзуїтів. До східної сторони костелу прилягає так званий Шпейхар (Špejchar) — будівля початку XVII століття, в якій єзуїти мали першу церкву. Сьогодні він використовується як галерея. Поруч із костелом св. Ігнатія знаходиться Єзуїтський коледж (межа XVI—XVII століть), де нині міститься краєзнавчий музей.
- З готичних будинків варто відзначити Будинок № 9 у стилі пізньої готики, який називають Collinův.
- Долина Безручово (Bezručovo údolí) — лісиста долина Хомутовки, має 13 км в довжину і 200 м в глибину, розташована на північному заході міста, популярне місце для прогулянок. У 2002 році була оголошена природним парком.
- Над північною околицею Хомутова здіймається пагорб Стражіштє (Strážiště) (511 м). На його вершині знаходиться готель з оглядовою вежею.
- Каменцове озеро.
- Подкрушногорський зоопарк.

## Зміна чисельності населення
- 1702 — 1129
- 1811 — 2967
- 1843 — 4014
- 1869 — 8183
- 1880 — 11707
- 1900 — 19813
- 1921 — 20894 (з яких 1869, або 8,9 % чеської національності)
- 1930 — 33001 (з яких 4442, або 13,5 % чеської національності)
- 1950 — 28848
- 1970 — 39905
- 1991 — 53107
- 2004 — 50176
- 2008 — 50782

## Видатні особистості

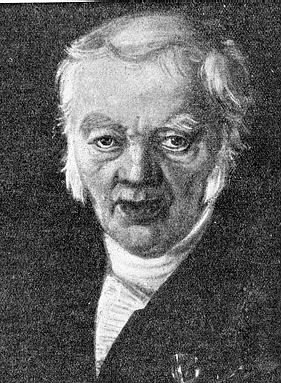
Франтішек Йозеф Ґерстнер

- Франтішек Йозеф Ґерстнер (1756⁣—⁣1832), професор математики і механіки
- Ернст Фішер (1899—1972), австрійський письменник і лівий політичний діяч, міністр культури
- Ганс Ґольдман (1899—1991), швейцарський офтальмолог, ректор Бернського університету
- Еріх Хеллер (1911—1990), британський філософ, есеїст, професор Північно-Західного університету в Еванстоні (Іллінойс, США)
- Їржі Жачек (* 1945), чеський поет, письменник і перекладач
- Властіміл Гарапес (* 1946), чеський танцюрист, режисер і хореограф
- Їржі Громада (* 1958), чеський актор
- Петр Лешка (*1975), чеський хокеїст, грав за хокейний клуб Злін (PSG Zlín)
- Їржі Жак (*1978), чеський боєць Муай-тай, чемпіон світу з тайського боксу
- Віктор Гібл (*1978), чеський хокеїст, грав за хокейний клуб Литвінов (HC Verva Litvínov)
- Симона Баумартова (*1991), чеська плавчиня

## Світлини

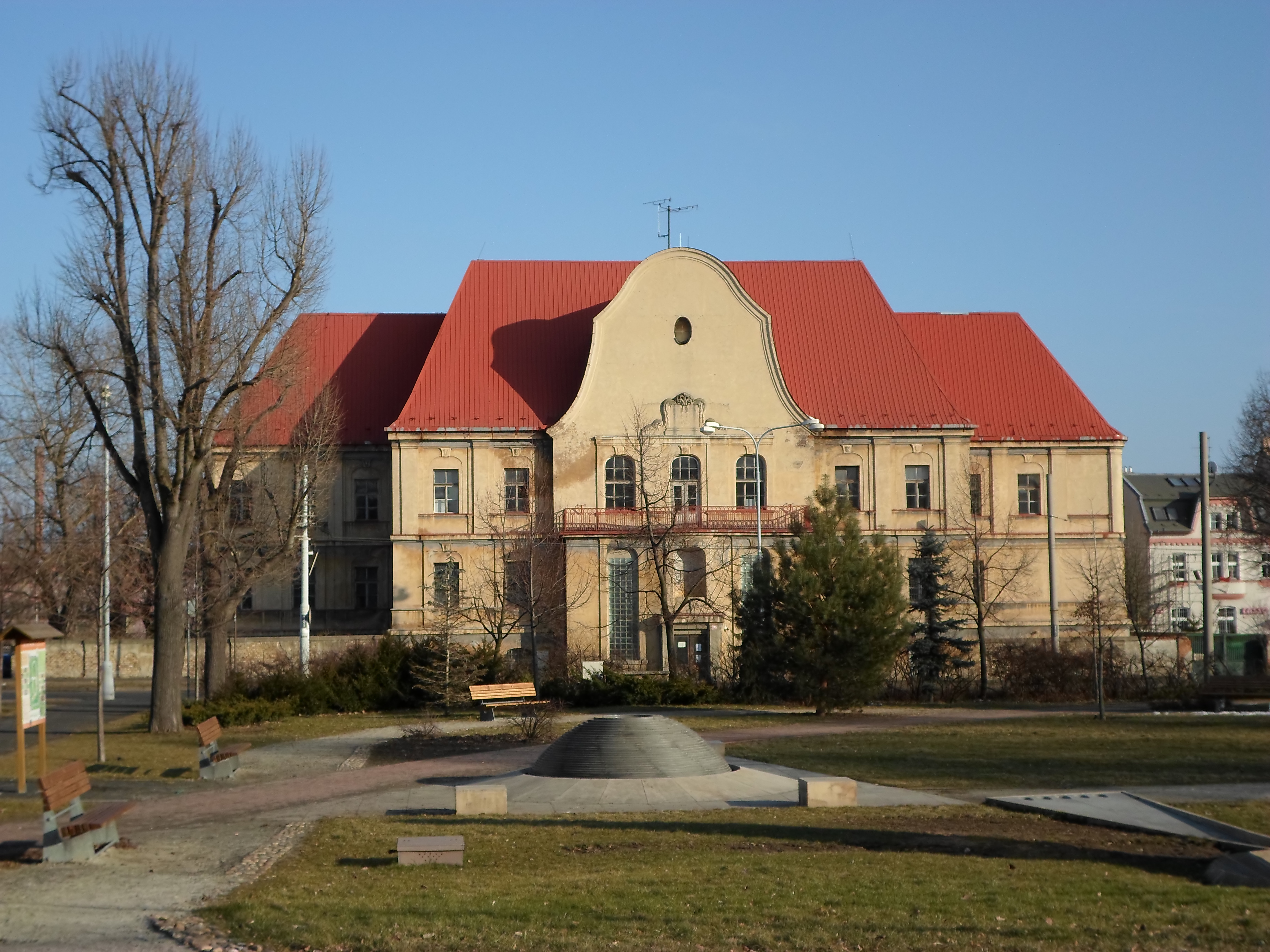
Будинок піклування імператриці Єлизавети
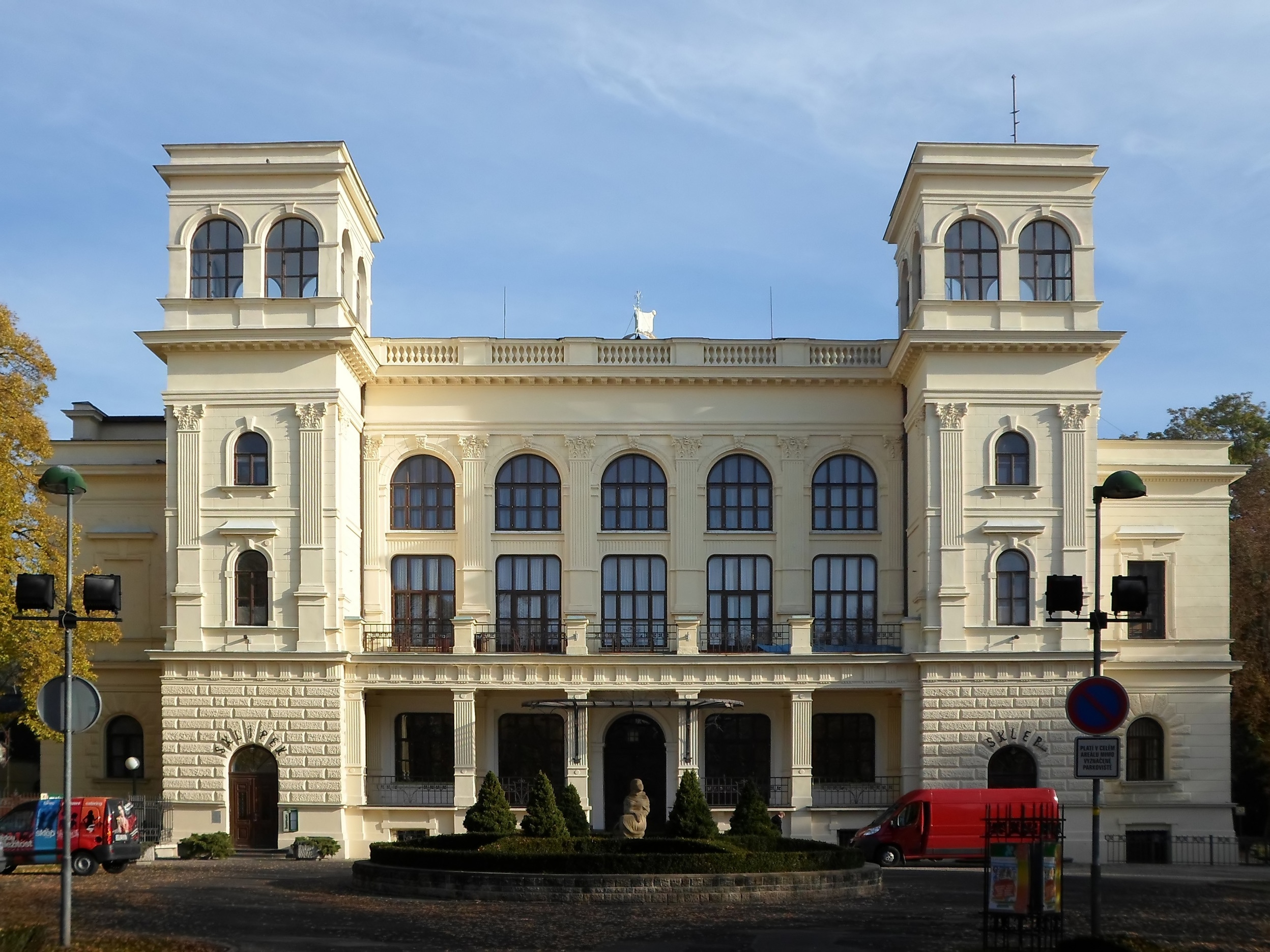
Міський театр
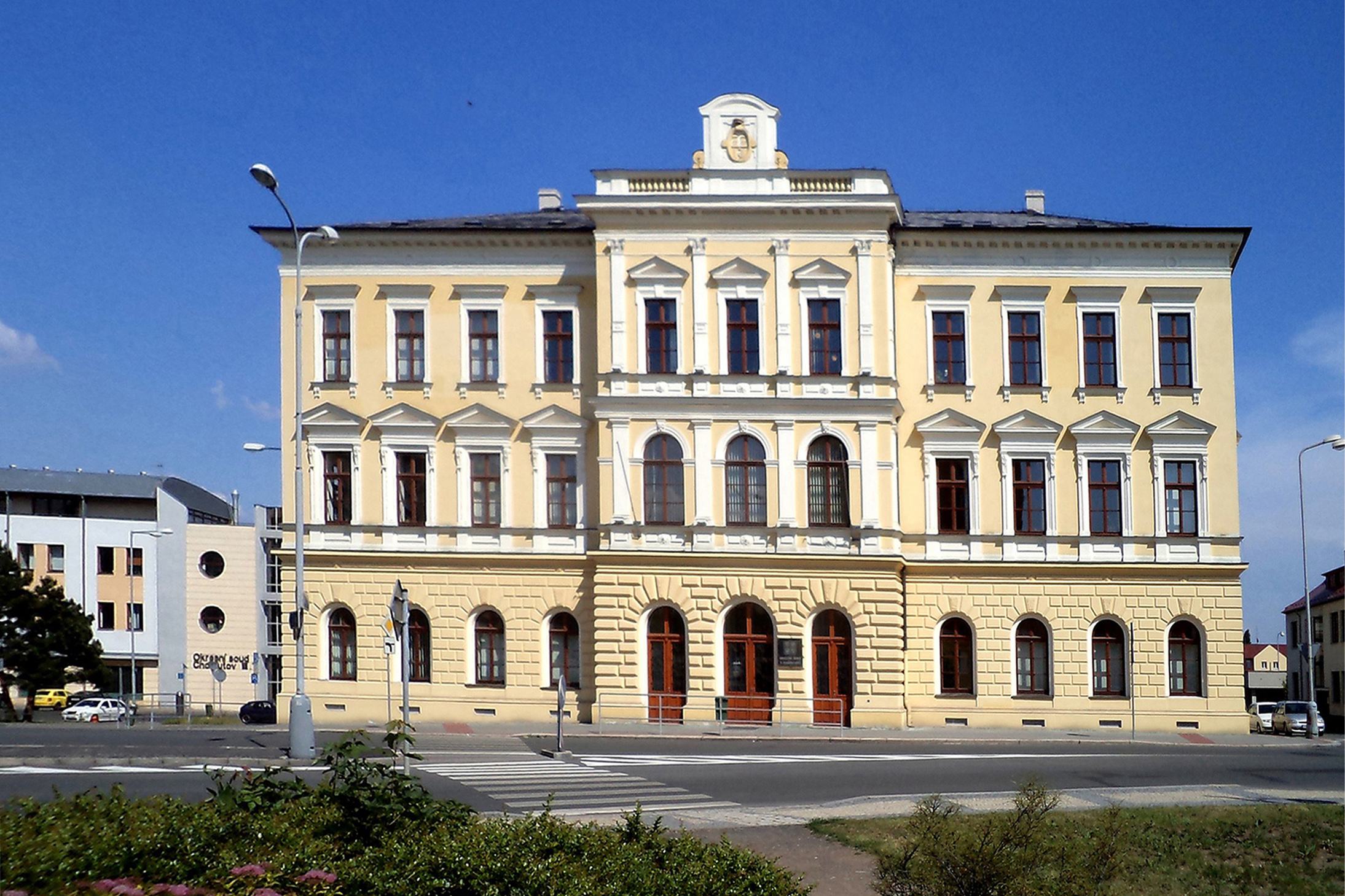
Будівля окружного суду
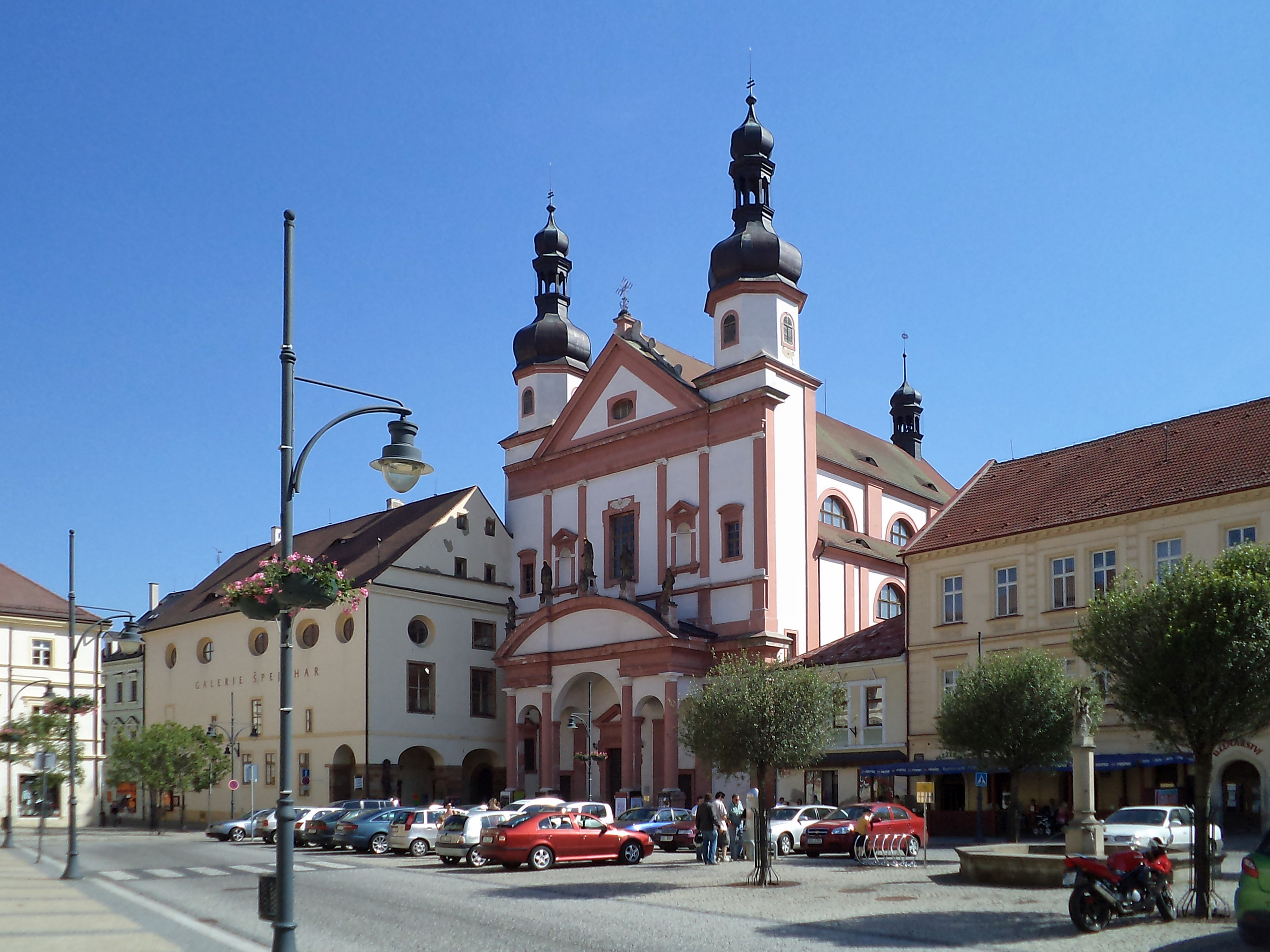
Церква св. Ігнатія
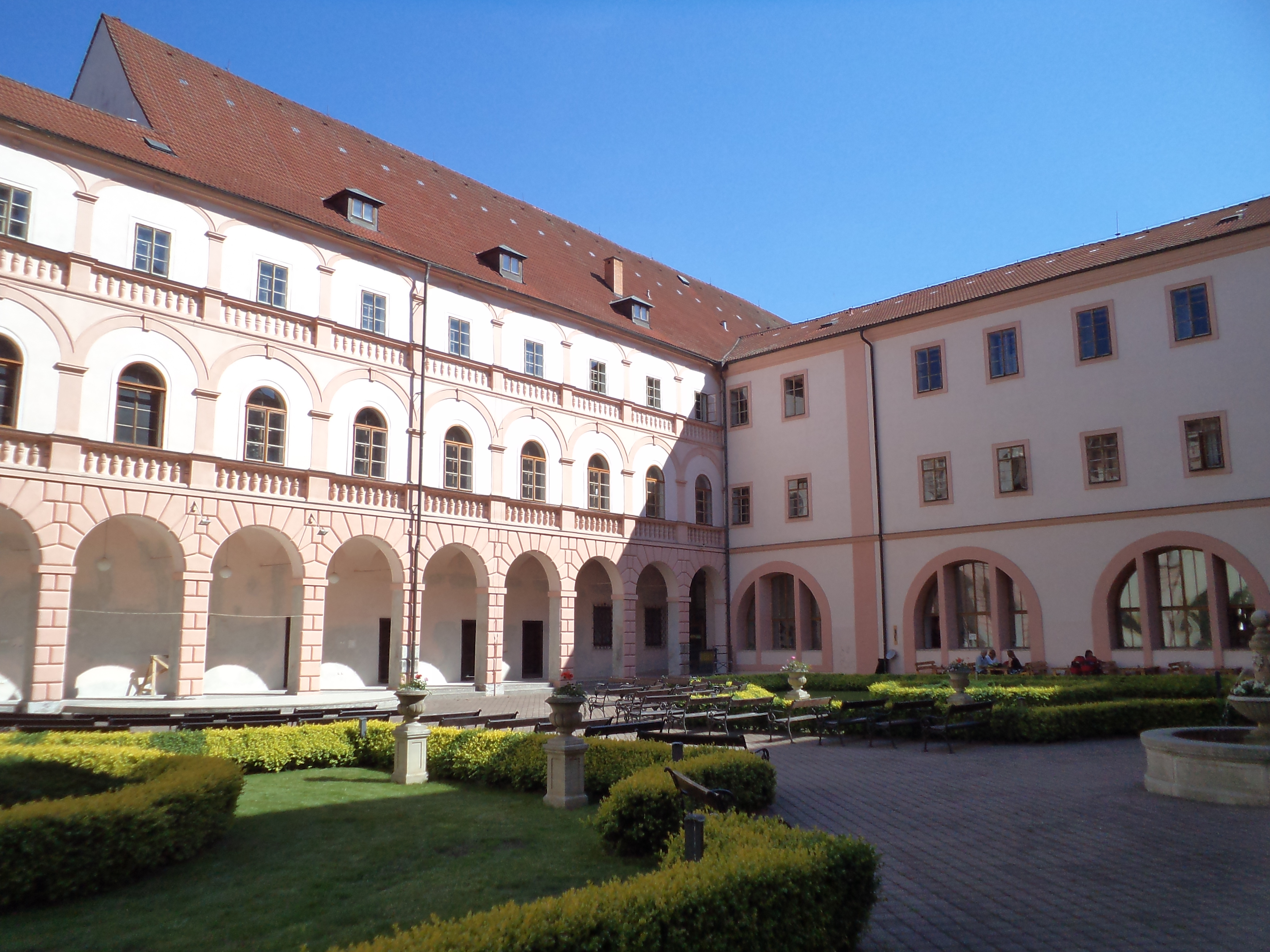
Двір єзуїтського комплексу
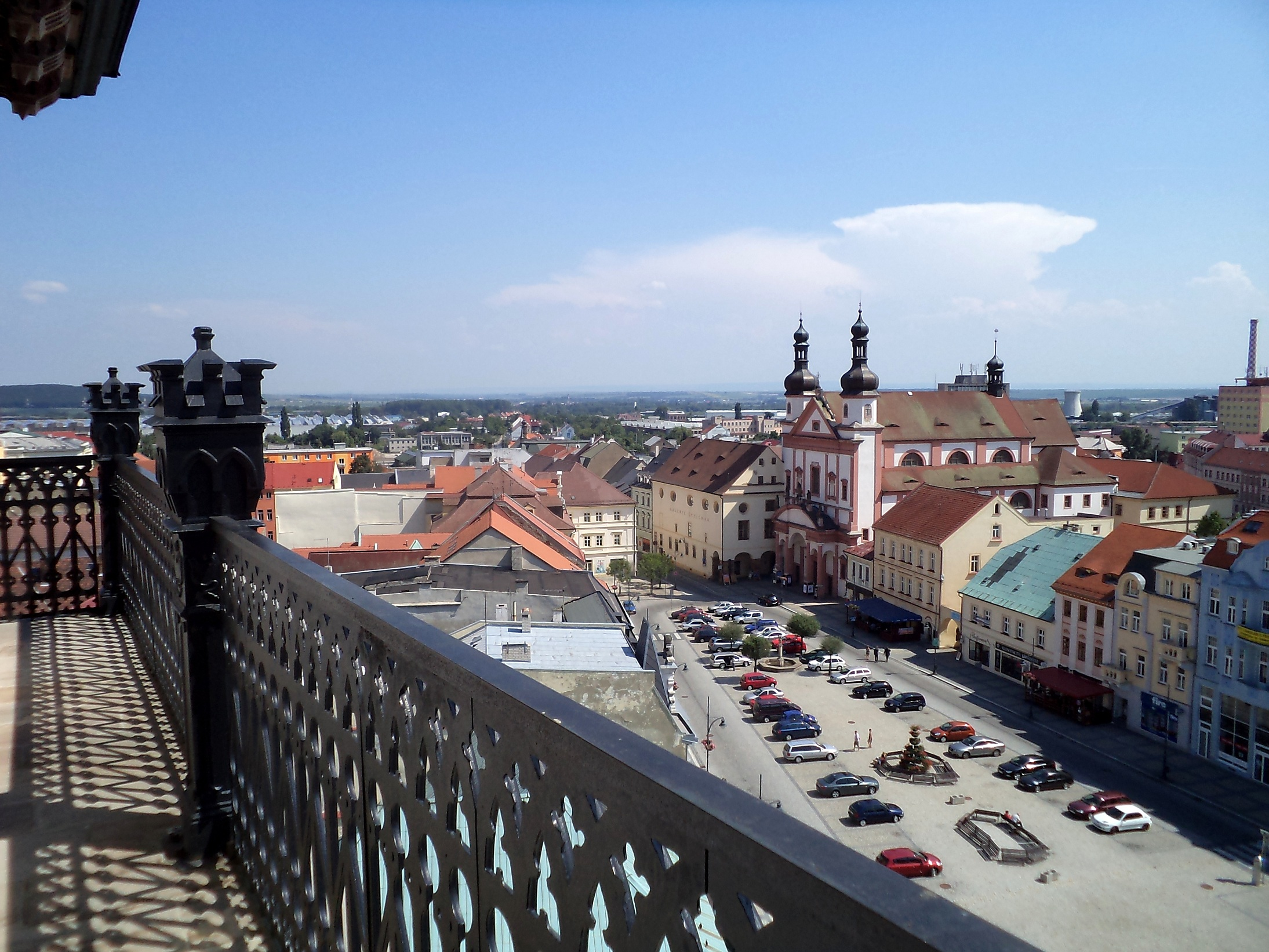
Вид на площу з міської вежі
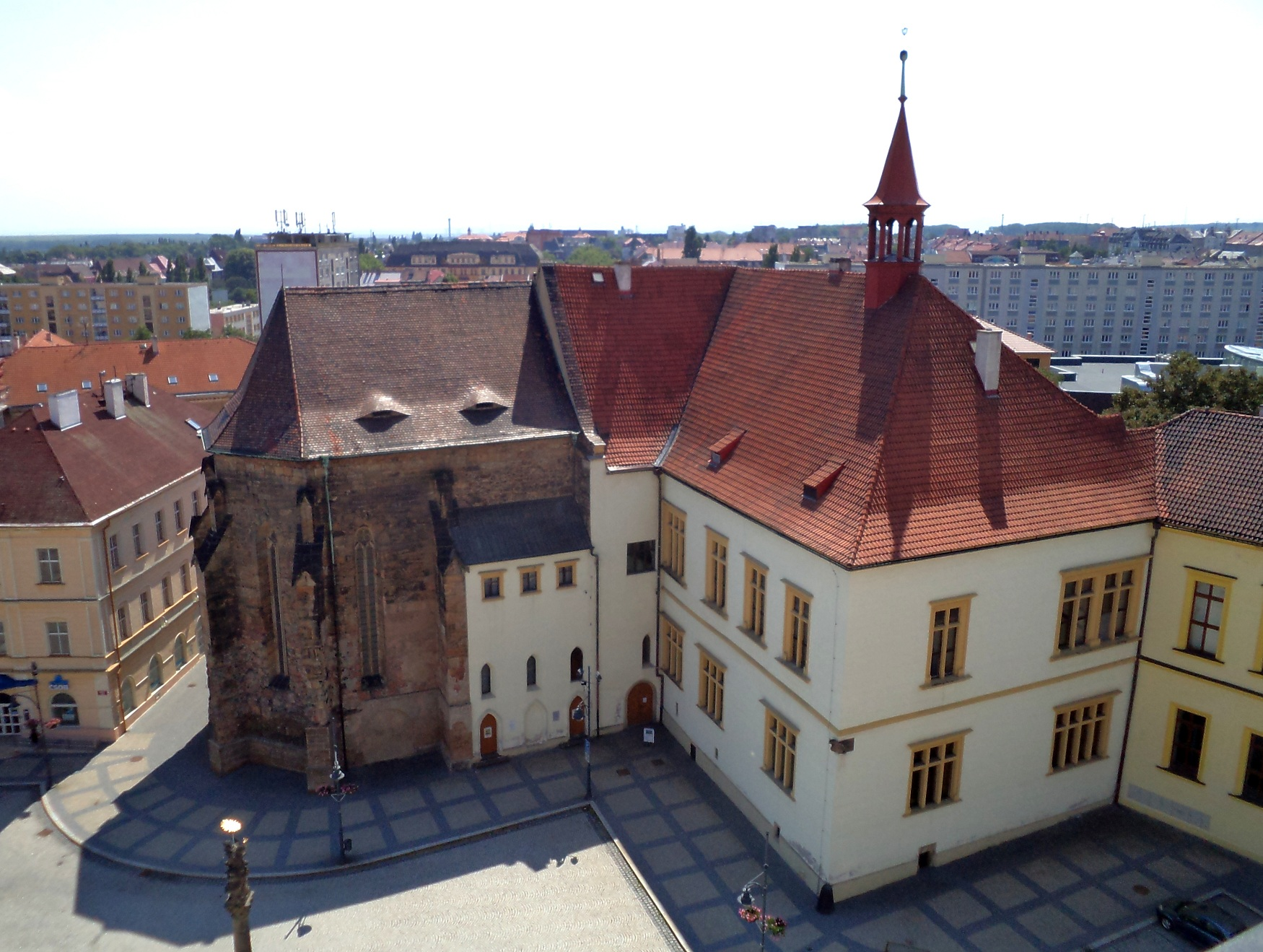
Ратуша і готична церква св. Катерини
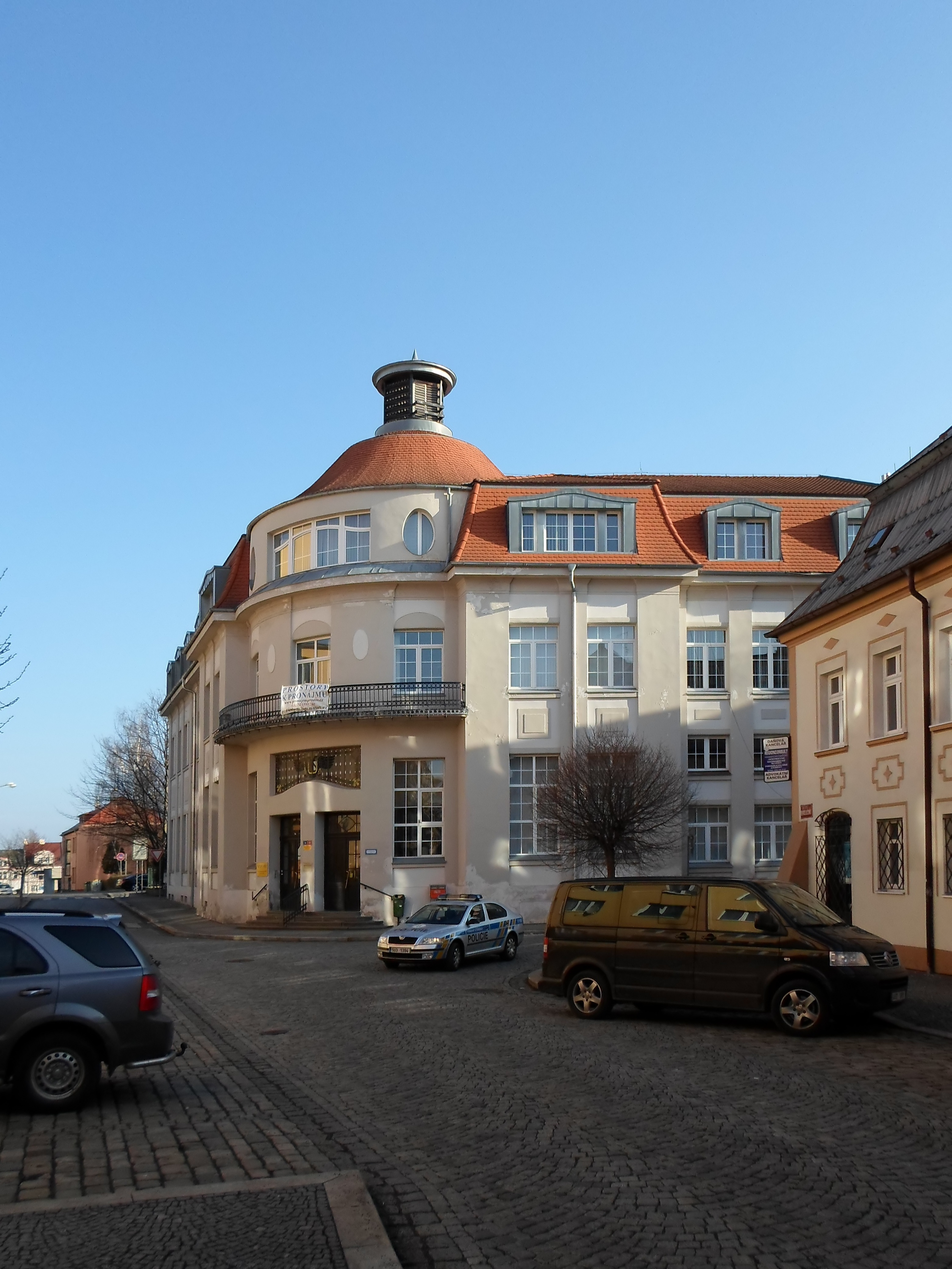
Стара пошта
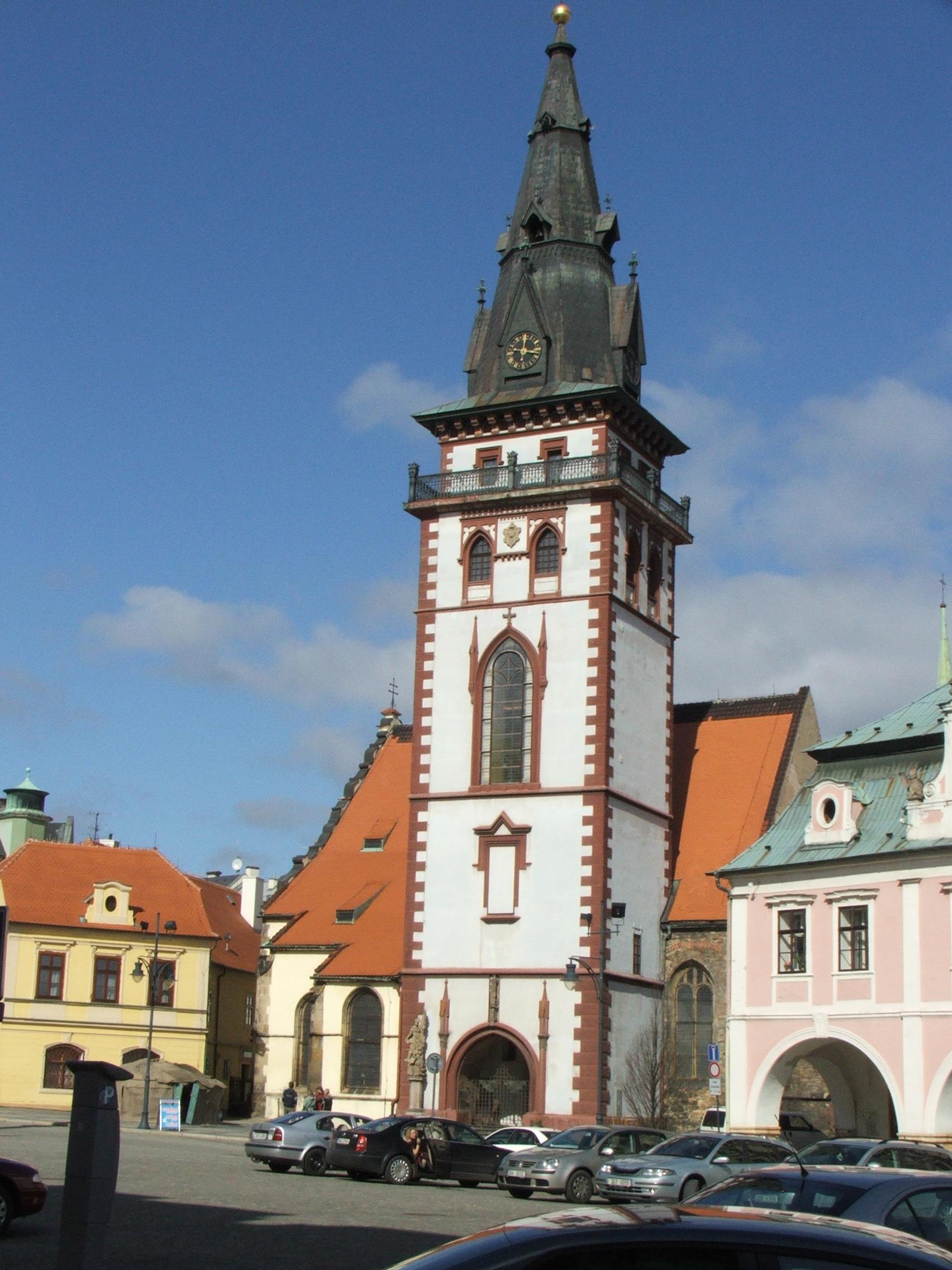
Міська вежа
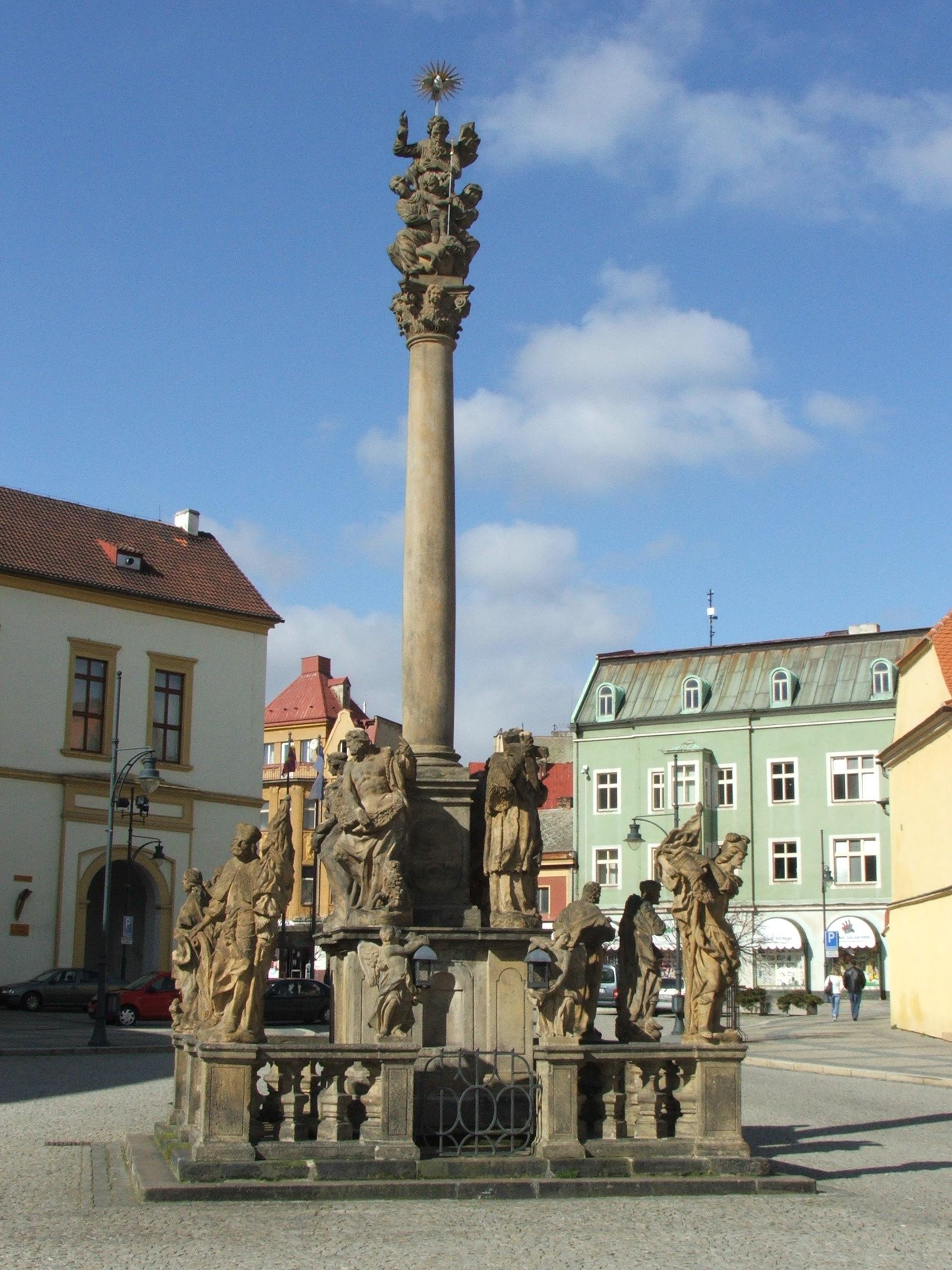
Колона святої Трійці
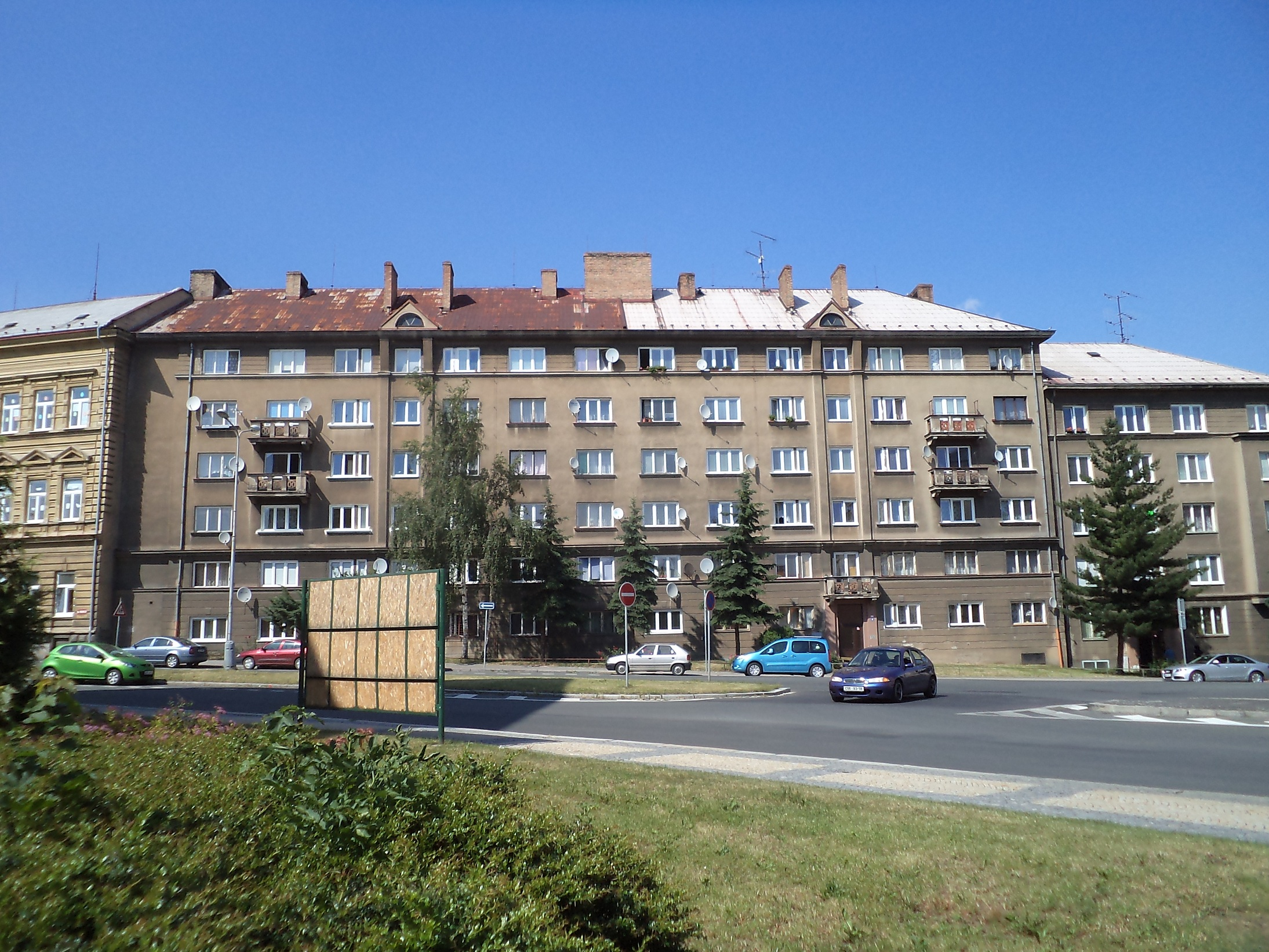
Повоєнна забудова
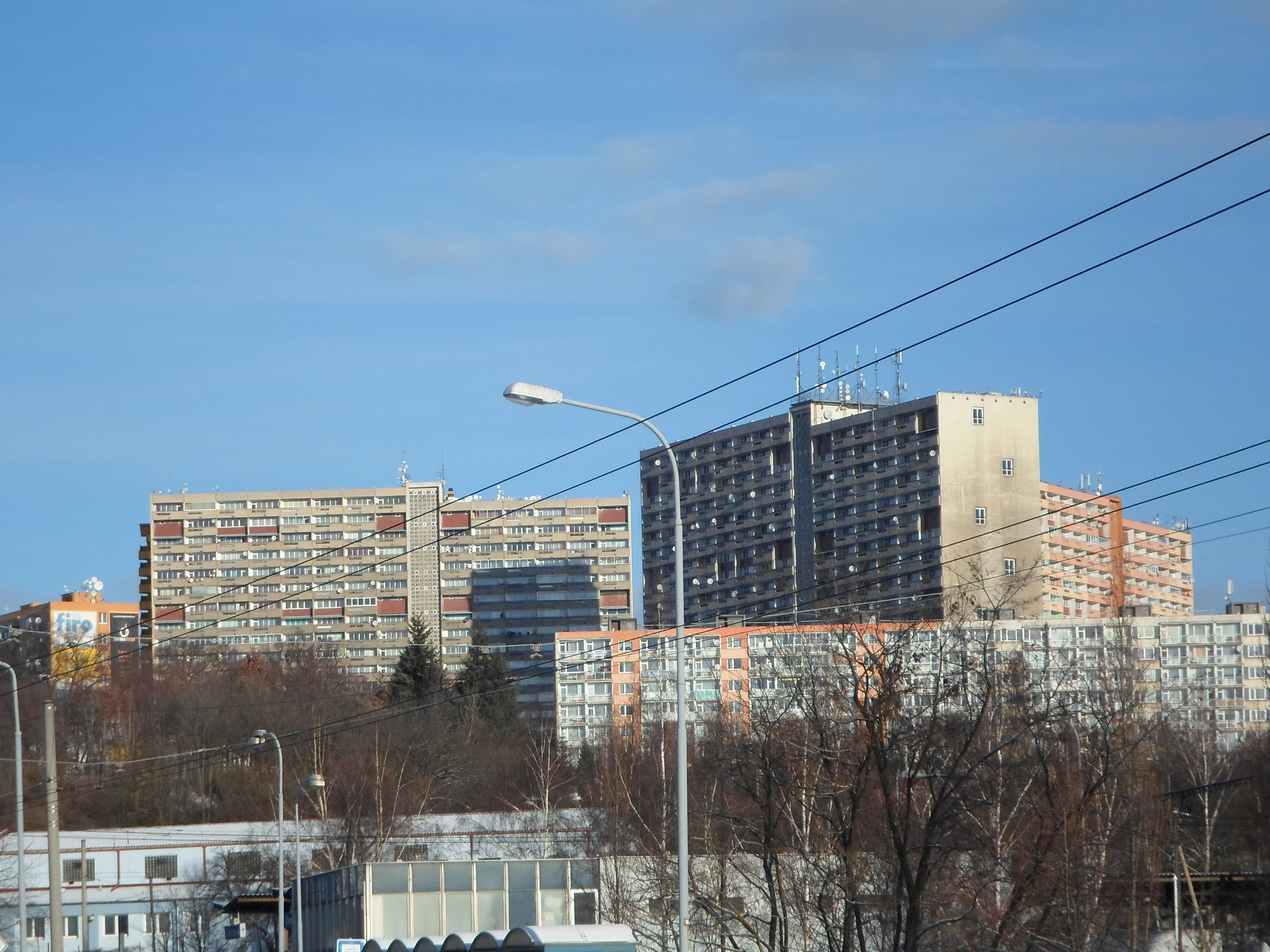
Висотні будинки